# Lourenço Mutarelli
Lourenço Mutarelli (São Paulo, 18 de abril de 1964) é escritor, ator, professor, dramaturgo e autor de histórias em quadrinhos brasileiro.

## Biografia
Mutarelli, forçado pelo seu pai, cursou a Faculdade de Belas Artes. Durante três anos, trabalhou na Maurício de Sousa Produções, no começo como intervalador e depois como cenarista.
Entusiasmado pelo grande número de revistas que surgiram na década de 1980, tentou publicar suas histórias sem sucesso - foram consideradas muito "estranhas". Também fez humor criando o personagem "Cãozinho sem pernas". Iniciou sua produção em histórias em quadrinhos por meio dos fanzines, distribuídos pelo próprio autor. Seus dois títulos, Over-12 (1988) e Solúvel (1989) tiveram 500 exemplares impressos pela extinta Editora Pro-C, de Francisco Marcatti, importante nome nos quadrinhos underground na década de 80.
Publicou ainda tirinhas e histórias de uma página na revista Animal – publicação mensal sob a editoração de Rogério de Campos, Fabio Zimbres, Priscila Farias e Newton Foot que publicava, entre materiais nacionais, um leque de autores europeus – e em outros títulos da Editora Vidente – de Gilberto Firmino. Com Marcatti e Glauco Mattoso editou dois números da revista "Tralha", também publicada pela Vidente.
Recebeu vários prêmios e é aclamado por sua participação no cinema e no teatro. Criador da arte do filme Nina, dirigido por Heitor Dhalia, autor do romance O Cheiro do Ralo, adaptado para o cinema, dirigido por Heitor Dhalia e estrelado por Selton Mello. O protagonista, que tem o nome velado no romance, no cinema recebe a alcunha do autor do livro.
Seu romance O Natimorto foi adaptado para o teatro pelo dramaturgo Mário Bortolotto e ganhou as telas em 2011 com Mutarelli no elenco.
A maior parte de suas publicações aconteceram por intermédio da Devir Editora e pela Companhia das Letras. Compartilhou seu cotidiano no seu blog (durante 2007) e na revista Piauí n.º 35 em uma matéria desenhada. Foi um dos vencedores do Prêmio Portugal Telecom (atual Oceanos), em 2009, por A Arte de Produzir Efeito sem Causa.

## Depressão e síndrome do pânico
Em um aniversário de Mutarelli, duas de suas amigas organizaram um sequestro forjado que o levaria para a sua festa surpresa. Cada uma escolheu um amigo com "fisionomias de bandido" e, quando elas foram buscá-lo na casa de sua mãe, Sandra Mutarelli, para levá-lo para a festa surpresa, os dois homens abordaram os três. Segundo Mutarelli, no documentário de alunos da USP-ECA, Tarja Preta, os "sequestradores" andaram com ele dentro do carro por meia hora, ameaçando estuprá-lo e matá-lo. A "brincadeira" desencadeou uma crise de depressão com sérias crises de pânico, por aproximadamente dois anos. O episódio deu origem ao álbum Réquiem, de 1991.
Em entrevista para Fabrício Carpinejar, no programa da Gazeta, A Máquina, Mutarelli relata que tinha, em média, quinze ataques de pânico por dia. Sua situação o impossibilitava de sair de casa, fazendo com que ele passasse três meses em posição fetal na sala da casa. O sufoco que o desenhista sentia em sua garganta fez com que sua possibilidade de alimentação fosse reduzida à gelatina e caqui — alimentos que descem facilmente pela garganta. Mutarelli encontrou no desenho uma forma de terapia e, em 1991, lançou o álbum Transubstanciação. O escritor Glauco Mattoso, seu companheiro, teve um papel fundamental nessa época de sua vida.

## Romances
| Obra                                              | Editora                      | Data de publicação |
| ------------------------------------------------- | ---------------------------- | ------------------ |
| O Cheiro do Ralo                                  | Devir e Companhia das Letras | 2002 / 2011        |
| O Natimorto                                       | DBA e Companhia das Letras   | 2004 / 2009        |
| Jesus Kid                                         | Devir e Companhia das Letras | 2004 / 2021        |
| A Arte de Produzir Efeito Sem Causa               | Companhia das Letras         | 2008               |
| Miguel e os Demônios                              | Companhia das Letras         | 2009               |
| Nada Me Faltará                                   | Companhia das Letras         | 2010               |
| O Grifo de Abdera                                 | Companhia das Letras         | 2015               |
| O Filho Mais Velho de Deus e/ou Livro IV          | Companhia das Letras         | 2018               |
| O Livro dos Mortos: Uma Autobiografia Hipnagógica | Companhia das Letras         | 2022               |

## Peças
- O Teatro de Sombras – Coletânea de 5 peças de teatro (Devir Editora, 2007).

## Quadrinhos e livros ilustrados
| Obra                                                     | Editora                                                  | Data de publicação     |
| -------------------------------------------------------- | -------------------------------------------------------- | ---------------------- |
| Over-12                                                  | Pro-C                                                    | Setembro de 1988       |
| Rattu                                                    | VHD Diffusion (revista Animal, 4ª edição)                | 1988                   |
| O Cãozinho Sem Pernas                                    | VHD Diffusion (revista Animal, 5ª edição)                | 1989                   |
| Solúvel                                                  | Pro-C                                                    | Fevereiro de 1989      |
| Champion                                                 | Vidente (revista Porrada!, 5ª edição)                    | Agosto de 1990         |
| Aquela Velha História                                    | Vidente (revista Porrada!, 7ª edição)                    | 1990                   |
| Impublicáveis                                            | Pro-C                                                    | 1990                   |
| A História de João                                       | Vidente (revista Porrada!, 8ª edição)                    | Dezembro de 1990       |
| O Cãozinho Sem Pernas                                    | Vidente (revista Abobrinha Selvagem)                     | 1990                   |
| História em 1 Quadrinho                                  | Dealer (revista Mil Perigos, 3ª edição)                  | 1991                   |
| Por que Sinto Tanto Prazer com a Dor?                    | Dealer (revista Mil Perigos, 4ª edição)                  | 1991                   |
| Transubstanciação                                        | Devir                                                    | 1991                   |
| O Nada                                                   | Asteróide (revista Superalmanaque Astronauta, 2ª edição) | 1992                   |
| Desgraçados                                              | Vidente                                                  | 1993                   |
| Eu Te Amo Lucimar                                        | Vortex                                                   | 1994                   |
| O Nada                                                   | Circo (revista Lúcifer, 1ª edição)                       | Novembro de 1994       |
| Resignação                                               | Comix Club (revista Brazilian Heavy Metal)               | Novembro de 1996       |
| A Confluência da Forquilha                               | Lilás                                                    | 1997                   |
| Seqüelas                                                 | Devir                                                    | 1998                   |
| Requiem                                                  | Opera Graphica (revista miniTONTO, 8ª edição)            | 1998                   |
| O Dobro de Cinco                                         | Devir                                                    | 1999                   |
| Vozes                                                    | Independente (minirrevista brinde da loja da Candyland)  | 2000                   |
| O Rei do Ponto                                           | Devir                                                    | Novembro de 2000       |
| Transubstanciação                                        | Devir                                                    | Abril de 2001          |
| A Soma de Tudo (Parte 1)                                 | Devir                                                    | Novembro de 2001       |
| A Soma de Tudo (Parte 2)                                 | Devir                                                    | 2002                   |
| Destrudo                                                 | Via Lettera (revista Front, 11ª edição)                  | Setembro de 2002       |
| Eu Acordava Chorando (apenas ilustrações)                | Panini (revista Wizard Brasil, 6ª edição)                | Março de 2004          |
| Mundo Pet (coleção de histórias)                         | Devir                                                    | Setembro de 2004       |
| A Caixa de Areia ou Eu Era Dois em Meu Quintal           | Devir                                                    | 2006                   |
| O Astronauta - Ou Livre Associação de um Homem no Espaço | Zarabatana Books                                         | 2010                   |
| Quando Meu Pai se Encontrou com o ET Fazia um Dia Quente | Companhia das Letras                                     | 5 de dezembro de 2011  |
| Cidades Ilustradas                                       | Casa 21 (13º volume)                                     | 15 de maio de 2012     |
| Diomedes: A Trilogia do Acidente (coleção de histórias)  | Companhia das Letras                                     | 28 de junho de 2012    |
| Sketchbooks                                              | Independente (financiamento via Catarse)                 | Outubro de 2012        |
| Ciclanos & Ciclanas                                      | Independente (financiamento via Catarse)                 | Julho de 2015          |
| 13 (apenas ilustrações)                                  | Mino (livro O Diabo e Eu)                                | 1 de junho de 2016     |
| Capa Preta (coleção de histórias)                        | Comix Zone                                               | 16 de dezembro de 2019 |
| Mundo Pet (coleção de histórias)                         | Comix Zone                                               | 26 de outubro de 2020  |
| Sequelas (coleção de histórias)                          | Comix Zone                                               | 27 de outubro de 2023  |

## Web Séries
- "Corpo Estranho, Primeira Temporada"
- "Corpo Estranho, Segunda Temporada"

## Filmografia
| 2006 | O Cheiro do Ralo                              | Segurança       |
| 2007 | Antônio pode (curta-metragem)                 | Antônio         |
| 2008 | Cidade do Tesouro (curta-metragem)            | Ivan            |
| 2009 | Natimorto                                     | Agente          |
| 2009 | É Proibido Fumar                              | Corretor        |
| 2009 | Para Aceitá-la, Continue na Linha (telefilme) | Delegado        |
| 2010 | Bartô (curta-metragem)                        | Antenor Saraiva |
| 2011 | Descompasso (curta-metragem)                  | Alberto         |
| 2012 | Chamada a Cobrar                              | Delegado        |
| 2014 | Quando Eu Era Vivo                            | Donato          |
| 2014 | O Diabo Era Mais Embaixo                      | Diabo           |
| 2015 | Que Horas Ela Volta?                          | Carlos          |

## Prêmios
- Troféu HQ Mix de melhor desenhista nacional em 1994, 2000, 2001 e 2002.
- Troféu HQ Mix de melhor roteirista nacional em 1999, 2003, 2005 e 2007.
- Prêmio Angelo Agostini de melhor desenhista em 1992.
- Prêmio Angelo Agostini de melhor lançamento em 2000 por O Dobro de Cinco.
- Prêmio Portugal Telecom (atual Oceanos) em 2009 por A Arte de Produzir Efeito sem Causa.
- Prêmio Angelo Agostini de mestre do quadrinho nacional em 2012 e 2014.